# АБА плеј-оф 1974.
АБА плеј-оф 1974. године био је постсезонски турнир за сезону 1973/74. Америчке кошаркашке асоцијације. Турнир је завршен тако што је шампион Источне дивизије Њујорк нетси победио шампиона Западне дивизије Јута старсе, у пет утакмица, четири победе напрема једној изгубљеној утакмици у серији АБА финала.

## Квалификоване екипе

### Источна дивизија
1. Њујорк нетси
2. Кентаки колонелси
3. Каролина кугарси
4. Вирџинија сквајерси

### Западна дивизија
1. Јута старси
2. Индијана пејсерси
3. Сан Антонио спарси
4. Сан Дијего конквистадорси

## АБА плеј-оф 1974.
У овом плеј−офу је одиграна серија само од једне утакмице како би се одредио четвртопласирани у Западној дивизији, јер су Сан Дијего конквистадорси и Денвер рокетси били изједначени на четвртом месту током регуларне сезоне. Утакмица је одиграна 29. марта 1974, а Конквистадори су победили Денвер резултатом 131–111.
Каролина кугарси су одиграли своју последњу утакмицу 8. априла 1974. године, изгубивши код куће од Кентаки колонелса са 128–119 у последњој утакмици полуфиналне серије своје Источне дивизије, у којој су Колонелси очистили Кугарсе са 4 : 0. Кугари су играли у преостале две сезоне АБА као Спиритс оф Ст. Лоуис и били су један од само два тима (Колонелси су други) која су преостала током спајања АБА и НБА да не уђу у НБА.
Њујорк нетси и Јута старси су победили у Источној и Западној дивизији, респективно, у регуларној сезони и у плеј-офу.
Њујорк нетси су постали први тим од Индијана пејсерса у сезони 1969/70. који је освојио АБА шампионат након што су остварили најбољи рекорд лиге у регуларној сезони.
Џулијус Ирвинг из Њујорк мнетса био је најкориснији играч АБА плеј-офа. Поново је освојио ту титулу 1976. и постао једини играч у историји АБА који је поновио као МВП плеј-офа лиге.

## Рачва плеј−офа
|  | Четвртфинале | Четвртфинале        | Четвртфинале |  |   | Полуфинале        | Полуфинале | Полуфинале |  |  | Финале | Финале       | Финале |  |  |
|  |              |                     |              |  |   |                   |            |            |  |  |        |              |        |  |  |
|  |              |                     |              |  |   |                   |            |            |  |  |        |              |        |  |  |
|  | 1            | Јута старси         | 4            |  |   |                   |            |            |  |  |        |              |        |  |  |
|  | 4            | Сан Дијего          | 2            |  |   |                   |            |            |  |  |        |              |        |  |  |
|  |              |                     |              |  | 1 | Јута старси       | 4          |            |  |  |        |              |        |  |  |
|  |              |                     |              |  | 2 | Индијана пејсерси | 3          |            |  |  |        |              |        |  |  |
|  | 3            | Сан Антонио спарси  | 3            |  |   |                   |            |            |  |  |        |              |        |  |  |
|  | 2            | Индијана пејсерси   | 4            |  |   |                   |            |            |  |  |        |              |        |  |  |
|  |              |                     |              |  |   |                   |            |            |  |  | Зап−1  | Јута старси  | 1      |  |  |
|  |              |                     |              |  |   |                   |            |            |  |  | Ист−1  | Њујорк нетси | 4      |  |  |
|  | 1            | Њујорк никси        | 4            |  |   |                   |            |            |  |  |        |              |        |  |  |
|  | 4            | Вирџинија сквајерси | 1            |  |   |                   |            |            |  |  |        |              |        |  |  |
|  |              |                     |              |  | 1 | Њујорк нетси      | 4          |            |  |  |        |              |        |  |  |
|  |              |                     |              |  | 2 | Кентаки колонелси | 0          |            |  |  |        |              |        |  |  |
|  | 3            | Каролина кугарси    | 0            |  |   |                   |            |            |  |  |        |              |        |  |  |
|  | 2            | Кентаки колонелси   | 4            |  |   |                   |            |            |  |  |        |              |        |  |  |

## Западна дивизија
Шампион Западне дивизије за 1974. годину:  Јута старси

### Полуфиналне утакмице Западне дивизије
(1) Јута старси vs. (4) Сан Дијего конквистадорси:
Јута је победила у серији са 4-2
- Утакмица 1 @ Јута:  Јута 114, Сан Дијего 99
- Утакмица 2 @ Јута:  Јута 119, Сан Дијего 105
- Утакмица 3 @ Сан Дијего:  Сан Дијего 97, Јута 96
- Утакмица 4 @ Сан Дијего:  Сан Дијего 100, Јута 98
- Утакмица 5 @ Јута:  Јута 110, Сан Дијего 93
- Утакмица 6 @ Сан Дијего:  Јута 110, Сан Дијего 99

(2) Индијана пејсерси vs. (3) Сан Антонио спарси:
Индијана је победила у серији са 4-3
- Утакмица 1 @ Индијана:  Сан Антонио 113, Индијана 109
- Утакмица 2 @ Индијана:  Индијана 128, Сан Антонио 101
- Утакмица 3 @ Сан Антонио:  Сан Антонио 115, Индијана 96
- Утакмица 4 @ Сан Антонио:  Индијана 91, Сан Антонио 89
- Утакмица 5 @ Индијана:  Индијана 105, Сан Антонио 100
- Утакмица 6 @ Сан Антонио:  Сан Антонио 102, Индијана 86
- Утакмица 7 @ Индијана:  Индијана 86, Сан Антонио 79

### Финале Западне дивизије
(1) Јута старси vs. (2) Индијана пејсерси:
Индијана је победила и серији са 4-3
- Утакмица 1 @ Јута:  Јута 105, Индијана 96
- Утакмица 2 @ Јута:  Јута 106, Индијана 102
- Утакмица 3 @ Индијана:  Јута 99, Индијана 90
- Утакмица 4 @ Индијана:  Индијана 118, Јута 107
- Утакмица 5 @ Јута:  Индијана 110, Јута 101
- Утакмица 6 @ Индијана:  Индијана 91, Јута 89
- Утакмица 7 @ Јута:  Јута 109, Индијана 87

## Источна дивизија
Шампион Источне дивизије за 1974. годину:  Њујорк нетси
(1) Њујорк нетси vs. (4) Вирџинија сквајерси:
Њујорк је победио у серији са 4-1
- Утакмица 1 @ Њујорк:  Њујорк 108, Вирџинија 96
- Утакмица 2 @ Њујорк:  Њујорк 129, Вирџинија 110
- Утакмица 3 @ Вирџинија:  Вирџинија 116, Њујорк 115
- Утакмица 4 @ Вирџинија:  Њујорк 116, Вирџинија 88
- Утакмица 5 @ Њујорк:  Њујорк 108, Вирџинија 96

(2) Кентаки колонелси vs. (3) Каролина кугарси:
Колонелси су победили у серији са 4-0
- Утакмица 1 @ Кентаки:  Кентаки 118, Каролина 102
- Утакмица 2 @ Кентаки:  Кентаки 99, Каролина 96
- Утакмица 3 @ Каролина:  Кентаки 120, Каролина 110
- Утакмица 4 @ Каролина:  Кентаки 128, Каролина 119

### Финале Источне дивизије
(1 Њујорк нетси vs. (2) Кентаки колонелси:
 Њујорк је победио у серији са 4-0
- Утакмица 1 @ Њујорк:  Њујорк 119, Кентаки 106
- Утакмица 2 @ Њујорк:  Њујорк 99, Кентаки 80
- Утакмица 3 @ Кентаки:  Њујорк 89, Кентаки 87
- Утакмица 4 @ Кентаки:  Њујорк 103, Кентаки 90

## АБА финале
(1) Њујорк нетси VS. (1) Јута старси:
Њујорк је победио у серији са 4-1
| 30. април | Извештај | Јута старси 85, Њујорк нетси 89                                                              | Јута старси 85, Њујорк нетси 89 | Јута старси 85, Њујорк нетси 89                  | Насау колосеум, Јуниондејл (Њујорк) Гледаоци: 13.740 |  |
| 30. април | Извештај | Четвртине: 14–22, 26–20, 25–25, 20–22                                                        |                                 |                                                  | Насау колосеум, Јуниондејл (Њујорк) Гледаоци: 13.740 |  |
| 30. април | Извештај | Поени: Џонс 25 Скокови: Вајс, Гован по 12 Асистенције: Џ. Џонс, В. Вајс, Џ. Гован, Силс по 2 |                                 | Џулијус Ирвинг 47 Лери Кенон 20 Џон Вилијамсон 5 | Насау колосеум, Јуниондејл (Њујорк) Гледаоци: 13.740 |  |
| 30. април | Извештај | Њујорк нетси повели серију, 1–0                                                              |                                 |                                                  | Насау колосеум, Јуниондејл (Њујорк) Гледаоци: 13.740 |  |

| 4. мај | Извештај | Јута старси 94, Њујорк нетси 118                                                      | Јута старси 94, Њујорк нетси 118 | Јута старси 94, Њујорк нетси 118             | Насау колосеум, Јуниондејл (Њујорк) Гледаоци: 15.934 |  |
| 4. мај | Извештај | Четвртине: 19–28, 18–33, 30–20, 27–37                                                 |                                  |                                              | Насау колосеум, Јуниондејл (Њујорк) Гледаоци: 15.934 |  |
| 4. мај | Извештај | Поени: Џ. Џонс, В. Вајс по 19 Скокови: В. Вајс, Џ. Гован по 12 Асистенције: Рон Бун 8 |                                  | Џулијус Ирвинг 32 Л. Кенон 13 Бил Мелкиони 7 | Насау колосеум, Јуниондејл (Њујорк) Гледаоци: 15.934 |  |
| 4. мај | Извештај | Њујорк нетси воде серију, 2–0                                                         |                                  |                                              | Насау колосеум, Јуниондејл (Њујорк) Гледаоци: 15.934 |  |

| 6. мај | Извештај | Њујорк нетси 103, Јута старси 100                                            | Њујорк нетси 103, Јута старси 100 | Њујорк нетси 103, Јута старси 100   | Солт палас, Солт Лејк Сити Гледаоци: 10.743 |  |
| 6. мај | Извештај | Четвртине: 17–25, 26–18, 31–19, 20–32, 9–6                                   |                                   |                                     | Солт палас, Солт Лејк Сити Гледаоци: 10.743 |  |
| 6. мај | Извештај | Поени: Џулијус Ирвинг 24 Скокови: Џулијус Ирвинг 13 Асистенције: Мајк Гејл 8 |                                   | Џ. Џонс 28 Зелмо Беати 16 Џ. Џонс 6 | Солт палас, Солт Лејк Сити Гледаоци: 10.743 |  |
| 6. мај | Извештај | Њујорк нетси повечали вођство у серији, 3–0                                  |                                   |                                     | Солт палас, Солт Лејк Сити Гледаоци: 10.743 |  |

| 8. мај | Извештај | Њујорк нетси 89, Јута старси 97                                             | Њујорк нетси 89, Јута старси 97 | Њујорк нетси 89, Јута старси 97  | Солт палас, Солт Лејк Сити Гледаоци: 10.743 |  |
| 8. мај | Извештај | Четвртине: 18–26, 24–24, 34–24, 13–23                                       |                                 |                                  | Солт палас, Солт Лејк Сити Гледаоци: 10.743 |  |
| 8. мај | Извештај | Поени: Џулијус Ирвинг 18 Скокови: Л. Кенон 15 Асистенције: Џулијус Ирвинг 7 |                                 | Џ. Џонс 24 Џ. Гован 23 Р. Бун 10 | Солт палас, Солт Лејк Сити Гледаоци: 10.743 |  |
| 8. мај | Извештај | Јута смањила вођство Њујорка, 3–1                                           |                                 |                                  | Солт палас, Солт Лејк Сити Гледаоци: 10.743 |  |

| 10. мај | Извештај | Јута старси 100, Њујорк нетси 111                             | Јута старси 100, Њујорк нетси 111 | Јута старси 100, Њујорк нетси 111                         | Насау колосеум, Јуниондејл (Њујорк) Гледаоци: 15.934 |  |
| 10. мај | Извештај | Четвртине: 27–28, 21–22, 29–30, 23–31                         |                                   |                                                           | Насау колосеум, Јуниондејл (Њујорк) Гледаоци: 15.934 |  |
| 10. мај | Извештај | Поени: В. Вајс 34 Скокови: Џ. Гован 10 Асистенције: В. Вајс 6 |                                   | Л. Кенон 23 Џулијус Ирвинг 16 Џ. Вилијамсон, М. Гејл по 5 | Насау колосеум, Јуниондејл (Њујорк) Гледаоци: 15.934 |  |
| 10. мај | Извештај | Њујорк нетси победили у серији, 4–1                           |                                   |                                                           | Насау колосеум, Јуниондејл (Њујорк) Гледаоци: 15.934 |  |

| Шампиони АБА лиге за 1974. |
| -------------------------- |
| Њујорк нетси 1. титула     |